# 丹佛邮报
《丹佛邮报》（英語：The Denver Post）是一份日报和网站，自1892年以来一直在科罗拉多州丹佛市出版。截至2016年3月，它的工作日平均发行量为134,537，周日发行量为253,261。其2012  -  2013年的发行量（416,676）在美国排名第9位。根据comScore的数据，丹佛邮报每月接收大约600万独立访客，产生超过1300万的页面浏览量。

## 历史
1892年8月，格罗弗·克利夫兰的支持者以5万美元创办了《晚间邮报》。这是一份民主党报纸，用来宣传政治理想，阻止科罗拉多州民主党人离开该党。然而，克利夫兰和东部民主党反对政府购买科罗拉多州最重要的产品白银，这使得克利夫兰在该州不受欢迎。在1893年银价暴跌之后，该国和科罗拉多州陷入了萧条，《晚间邮报》于1893年8月暂停出版。
一个拥有类似政治抱负的业主集团筹集了10万美元，并于1894年6月重振报纸。1895年10月28日，前酒保、古玩和纪念品店老板哈里·海伊·塔门和堪萨斯城房地产和彩票运营商弗雷德里克·吉尔默·邦菲尔斯以12500美元的价格购买了晚报。他们两人都没有創辦报纸的经验，但他们擅长于商業促销手法和發掘人们想读的事物。通过运用耸人听闻、社论和“华丽的马戏团新闻”，一个邮报的新时代开始了。发行量增加，且合并了其他三份日报的。1895年11月3日，报纸改名为《丹佛晚报》。1901年1月1日，“晚”一词从名字中删除，报纸更名為《丹佛邮报》。